# Лучшие песни в сопровождении симфонического оркестра
Лучшие песни в сопровождении симфонического оркестра (срп. Најбоље песме у пратњи симфонијског оркестра) је концертни албум руског музичара Николаја Носкова који је објављен 2001. године. Албум је такође познат као Live. На албуму се налазе песме које се изводе од њега у току концерта Дышу тишиной у државној Кремлин Палати.

## Списак композиција
На албуму се налазе следеће песме:

## Osoblje
- Orkestar — Musica Viva